# Voedingsbodem (Priest)
Voedingsbodem is een sciencefictionverhaal geschreven door de Brit Christopher Priest in 1970. Het werd origineel onder de titel Breeding ground uitgegeven in 1974 in de verzamelbundel Real-Time World. In het Nederlandse taalgebied verscheen het in de bundel Vuurstorm bij Born NV Uitgeversmaatschappij in de serie Born SF (1978).  

## Het verhaal
De Merchant Princes is een ruimteschip dat al tweehonderd jaar ronddobbert in het heelal. Het is ooit uit koers geraakt en nooit meer teruggevonden. Als berger Lars Carson met zijn ruimteschip Glory Whore het onverwachts ziet zweven, ruikt hij geld vanwege de kostbare lading, die het ooit bezat. Carson stuit echter op een groot probleem. Het ruimteschip is in beslag genomen door het enige dier, dat naast de bewoners van de Aarde in de ruimte rondreist: de ruimtemijt. Deze mijt kan alleen functioneren in het luchtledige, maar als die situatie aanwezig is planten ze zich razendsnel voort. Carson wil hoe dan ook beslag leggen op de inhoud van de Merchant Princess en staat voor een moeilijke beslissing. De enige manier is de gassen aanwezig in zijn ruimteschip Glory Whore mee te nemen naar de Merchant Princess en zijn eigen schip gasvrij achter te laten. Aldus gaat Carson op pad, vult het transportschip met gas en legt het ceel voor inbeslagname in het schip. Vervolgens gaat hij terug naar zijn eigen schip met een aantal ruimtemijten. Hij ziet direct als hij aan boord is van zijn eigen schip de ruimtemijten zich voortplanten. Langzaam laat hij zijn meegebrachte gas weer in zijn eigen schip los. De ruimtemijten sterven een voor een. Ze laten daarbij allerlei elektrische schokken op het lijf van Carson los. De prijs voor de buitgemaakte goederen.